# Didymosphaeria aucupariae
Didymosphaeria aucupariae är en lavart som först beskrevs av Charles Bagge Plowright, och fick sitt nu gällande namn av Cornelius Anton Jan Abraham Oudemans 1897. Didymosphaeria aucupariae ingår i släktet Didymosphaeria och familjen Didymosphaeriaceae.   Inga underarter finns listade i Catalogue of Life.